# Văn học Việt Nam thời Mạc
Văn học đời Mạc là một giai đoạn của văn học Việt Nam, phản ánh các thành tựu về văn, thơ của nước Đại Việt dưới thời nhà Mạc từ năm 1527 đến năm 1592.

## Khái quát
Văn học thời Mạc đóng góp khá nhiều đóng góp đáng kể trong nền văn học Việt Nam. Ngoài những sáng tác mới, các tác gia thời kỳ này còn có công lao thu thập lại những tác phẩm đời trước bị thất lạc do chiến tranh.
Lê Quý Đôn chia văn học thời Mạc làm các thể loại:
- Hiến chương: tiêu biểu là Giáp Hải với Ứng đáp bang giao
- Thơ ca: tiêu biểu là Nguyễn Bỉnh Khiêm (xem Bạch Vân am thi tập và Bạch Vân quốc ngữ thi tập), Hà Nhậm Đại, Nguyễn Giản Thanh, Phạm Thiện, Hoàng Sĩ Khải, Nguyễn Hàng
- Truyện ký: tiêu biểu là Dương Văn An và Nguyễn Dữ.

## Tác gia và tác phẩm tiêu biểu
Trong các tác gia trên, lớn nhất là Nguyễn Bỉnh Khiêm - người được đánh giá là "cây đại thụ của thế kỷ 16". Ông sáng tác hàng ngàn bài thơ, trong đó thơ chữ Nôm chiếm số lượng đáng kể, hiện còn lưu lại hơn 100 bài. Thơ Nôm của ông đánh dấu mốc phát triển vững chắc của tiếng Việt. Thơ văn Nguyễn Bỉnh Khiêm có nội dung phong phú, phản ánh nhiều khía cạnh đời sống xã hội, phê phán chiến tranh và những thói xấu trong cuộc đời.
Thể loại thơ vịnh thời Mạc khá phát triển với những chủ đề mới. Thay cho thể loại ca tụng triều đình phổ biến dưới triều Lê Thánh Tông là mảng thơ phú điền viên, ẩn dật với thiên nhiên. Đại diện cho khuynh hướng này là Nguyễn Hàng với Đại Đồng phong cảnh phú, Tịnh cư minh thể phú; Hoàng Sĩ Khải với Tứ thời khúc vịnh, Nguyễn Giản Thanh với Phụng Thành xuân sắc phú…
Trong những bài thơ vịnh sử và thơ đi sứ, tiêu biểu nhất là các tác phẩm:
1. Bài Vịnh bèo của Giáp Hải được đánh giá là áng thơ tuyệt cú chống ý đồ xâm lược của Trung Quốc;
2. Tập thơ Tư hương vận lục của Lê Quang Bí trong 18 năm bị nhà Minh giữ ở Trung Quốc tỏ niềm thương nhớ quê hương.
3. Khiếu vịnh thi tập của Hà Nhậm Đại có ngòi bút phê phán mạnh dạn, xác đáng với các nhân vật chính trị.

Thể loại truyện ký ở Việt Nam ra đời khá muộn; trước thời Mạc chỉ có Việt điện u linh của Lý Tế Xuyên và Lĩnh Nam chích quái của Trần Thế Pháp. Thời kỳ này ghi nhận hai tác phẩm lớn là Ô châu cận lục của Dương Văn An và Truyền kỳ mạn lục của Nguyễn Dữ. Ô châu cận lục trở thành nguồn tư liệu quan trọng cho Lê Quý Đôn bổ sung cho cuốn Phủ biên tạp lục. Truyền kỳ mạn lục của Nguyễn Dữ được Nguyễn Bỉnh Khiêm sửa chữa, có ảnh hưởng lớn đến đời sống văn học đương thời và tác giả được ca ngợi là có bút lực kỳ lạ.